# Кейт Лорен
Лорен Кейт (англ. Lauren Kate; нар.21 березня 1981, Дейтон, Огайо) — американська письменниця книг підліткової фантастики. 

## Творчість
Автор серії романів «Зрада Наталі Харгров» і «Падші», який 8 січня 2010 зайняв третє місце в списку бестселерів за версією «Нью-Йорк Таймс» у розділі книг для дітей. Станом на 6 квітня 2011 року «Падші» з деякими перервами провели в цьому списку один рік і чотири місяці.
Роман «Приречені», продовження книги «Падші», вийшов 28 вересня 2010. Він відразу потрапив на перше місце в списку бестселерів за версією «Нью-Йорк Таймс», залишаючись на цій позиції і через тиждень 17 жовтня. Видання «занепалих» в м'якій обкладинці також дебютувало в списку під номером один. Третя книга із серії «Падші» під назвою «Пристрасть» вийшла 14 червня 2011. У цей було випущено і нове видання «Зради Наталі Харгров», а також «Приречені» в м'якій обкладинці.
Найближчим часом плануються зйомки фільму за першій книзі, права на екранізацію всієї серії книг придбала студія Disney.